# František Šindelář
František Šindelář (19. prosince 1929, Louňovice – 5. května 2008, Pardubice) byl československý fotbalista.

## Fotbalová kariéra
Nastupoval na pozici středního útočníka, kde vynikal svou konstruktivností. Hrál za Železničáře Praha, ATK Praha, Spartak Hradec Králové a Baník Ostrava a roku 1964 odtamtud přestoupil do mužstva Slavie Praha. V sezóně 1967/1968 se jako hráč podílel na postupu týmu VCHZ Pardubice do 1. fotbalové ligy, ve které odehrál i následující sezónu 1968/1969. Býval považován za zkušeného, svědomitého a technicky dobře vybaveného hráče.

## Ligová bilance
| Ročník                                    | Zápasy | Góly | Klub                   |
| ----------------------------------------- | ------ | ---- | ---------------------- |
| Mistrovství československé republiky 1951 | 10     | 0    | Železničáři Praha      |
| Mistrovství československé republiky 1952 | -      | 1    | ATK Praha              |
| 1. československá fotbalová liga 1956     | 20     | 4    | Spartak Hradec Králové |
| 1. československá fotbalová liga 1957/58  | 10     | 1    | Spartak Hradec Králové |
| 1. československá fotbalová liga 1958/59  | 13     | 1    | Baník Ostrava          |
| 1. československá fotbalová liga 1959/60  | 23     | 4    | Baník Ostrava          |
| 1. československá fotbalová liga 1960/61  | 10     | 0    | Baník Ostrava          |
| 1. československá fotbalová liga 1961/62  | 17     | 4    | Baník Ostrava          |
| 1. československá fotbalová liga 1962/63  | 23     | 4    | Baník Ostrava          |
| 1. československá fotbalová liga 1963/64  | 20     | 2    | Baník Ostrava          |
| 1. československá fotbalová liga 1965/66  | 21     | 1    | Slavia Praha           |
| 1. československá fotbalová liga 1966/67  | 5      | 0    | Slavia Praha           |
| 1. československá fotbalová liga 1968/69  | 21     | 0    | VCHZ Pardubice         |
| CELKEM 1. liga                            | -      | 22   |                        |

## Trenérská kariéra
V roce 1972 byl trenérem Baníku Ostrava.